# Braunsia pleuralis
Braunsia pleuralis är en stekelart som beskrevs av Charles Thomas Brues 1926. Braunsia pleuralis ingår i släktet Braunsia och familjen bracksteklar. Inga underarter finns listade.